# Provincia imperial de Bosnia y Herzegovina
La provincia imperial de Bosnia y Herzegovina fue un condominio de la monarquía dual establecido tras la anexión de la provincia otomana de Bosnia por parte del Imperio austrohúngaro, acaecida en 1908, y que fue precedida por su ocupación de facto legitimada por el Tratado de Berlín de 1878. Existió hasta 1918, en que se integró voluntariamente en el efímero Estado de los Eslovenos, Croatas y Serbios que acabaría formando parte de Yugoslavia.

## Historia
Las regiones de Bosnia y Herzegovina se encontraban en un lugar de frecuentes enfrentamientos entre los intereses expansionistas del Imperio austrohúngaro y el Imperio otomano, en las inmediaciones de la Frontera Militar que servía de barrera entre ambos imperios. Los turcos ocuparon el Reino de Bosnia en 1463, y su administración desde 1864 se denominaba valiato de Bosnia.
En 1878, las tropas austrohúngaras entraron en la provincia, donde esperaban poca o ninguna resistencia, pero se encontraron con la feroz oposición de la población musulmana y ortodoxa. A pesar de los reveses en Maglaj y Tuzla, la capital Sarajevo fue ocupada en octubre de 1878. Las víctimas entre el Ejército austrohúngaro ascendieron a más de cinco mil, y la violencia inesperada de la campaña condujo a recriminaciones entre los comandantes y dirigentes políticos. La resistencia se terminó en tres semanas. Por el Congreso de Berlín de 1878, las potencias europeas autorizaron a Austria-Hungría la administración sobre la provincia, pese a que de iure seguía perteneciendo al Imperio otomano.
Para ganarse las simpatías de los terratenientes musulmanes, la administración austrohúngara no aplicó al comienzo reformas agrarias. Por entonces gran parte de la población seguía sometida a un sistema feudal, heredado del anterior periodo otomano. El territorio era abrumadoramente rural: en 1912, el 87 % de la población vivía en el campo. La ley no hacía distinciones entre campesinos de una u otra religión (se profesaba el islam, así como el cristianismo católico y ortodoxo), la mayoría de los siervos seguían siendo cristianos (el 73 %, ortodoxos), mientras que el grueso de los terratenientes y de los labradores libres eran musulmanes.
La anexión definitiva se produjo en 1908. Temiendo al expansionismo serbio tras el golpe de Estado que situó en el trono del Reino de Serbia a Pedro I, la diplomacia austrohúngara negoció con Rusia los términos de la anexión, y tras una reunión el 16 de septiembre entre los ministros de exteriores de ambos imperios, Alois Aehrenthal y Aleksandr Izvolski, el emperador Francisco José I de Austria anunció el 5 de octubre de 1908 la anexión de la provincia con un nuevo régimen autonómico y constitucional.
El Imperio otomano protestó airadamente por la anexión, boicoteando militar y económicamente a Austria-Hungría. Finalmente, ambas potencias llegaron a un acuerdo por el que el Imperio austrohúngaro pagó a los turcos 2,2 millones de libras esterlinas. Las reclamaciones de Serbia, que también consideró perjudicados sus intereses, se centraron en la zona del Sanjacado de Novi Pazar, que acabaría ocupando tras las guerras de los Balcanes.
Estas empeoraron la situación de la provincia. Mientras parte de la población celebraba las victorias serbias, estas inquietaron a los musulmanes, que estrecharon los lazos con la administración imperial. Además llegaron a la región unos diez mil refugiados, que huían de los territorios conquistados por la Liga Balcánica. La tensión hizo que el Gobierno suspendiese la Constitución.

## Administración

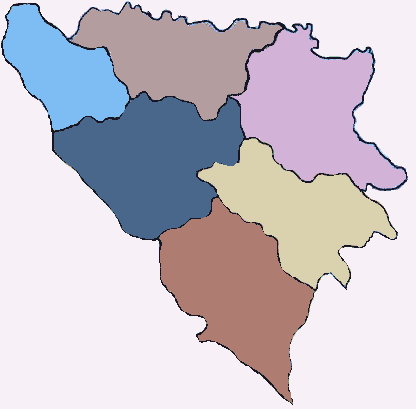
Administración austrohúngara de Bosnia y Herzegovina. Distritos:
Distrito de Banja Luka
Distrito de Bihać
Distrito de Mostar
Distrito de Sarajevo
Distrito de Travnik
Distrito de Tuzla

La tensión se mantuvo en algunas partes de la provincia (en particular en Herzegovina) y se produjo una emigración masiva de disidentes musulmanes. Sin embargo, pronto se alcanzó relativa estabilidad, y las autoridades austrohúngaras lograron completar una serie de reformas sociales y administrativas. Con el objetivo de establecer la provincia como un modelo político estable que ayudase a disipar el creciente nacionalismo de los eslavos del sur, los Habsburgo promulgaron leyes para introducir nuevas prácticas políticas, y en general para intentar modernizar la provincia. Esta medidas, sin embargo, resultaron contraproducentes y reforzaron las tensiones nacionalistas en la región. El permiso gubernamental para fundar organizaciones nacionalistas hizo que surgiesen partidos políticos de cada una de las comunidades bosnias: croata (1905), serbio (1906) y musulmán (1907). Cada uno propugnó la fundación de escuelas separadas, que acentuar las diferencias entre las comunidades.
A pesar de que esta administración intentó inculcar un ideal bosnio entre sus habitantes, las poblaciones croata y serbia, incentivadas además por la cuestión religiosa, vivieron al margen de la nacionalidad bosnia, y a partir de 1910 el nacionalismo dominó la política. Ese año el emperador concedió una Constitución al territorio. A la estructura administrativa se añadió una asamblea consultiva, elegida con un censo limitado y estructurado por nacionalidad y posición social de los electores. El número de diputados correspondía exactamente a la proporción de su comunidad en la provincia. En general, la cooperación entre grupos solía unir a musulmanes con croatas.
Los problemas económicos se sumaban a las tensiones nacionalistas, a las que iban ligados. En 1910, hubo un levantamiento campesino en el que los alzados incendiaron algunas propiedades de los terratenientes. La Administración multó colectivamente a los pueblos cuyos habitantes habían participado en la revuelta. El 13 de junio de 1911, el emperador promulgó una ley que permitió por fin la liberación de los siervos. En 1911, el 91 % de los terratenientes con aparceros y el 56 % de los pequeños propietarios campesinos eran musulmanes, mientras que el 74 % de los arrendatarios eran serbios. Las medidas de fomento de la compra de tierras por los campesinos no acabaron con el problema, tanto por el rechazo de parte de los terratenientes a vender como por el alto interés de los préstamos del banco fundado para facilitar la adquisición a los labradores. Los diputados musulmanes, con el apoyo de algunos croatas, impidieron que se aprobase la venta obligatoria de las fincas, planteada por los serbios. En 1914 y pese a la aceleración del proceso de reforma agraria tras un levantamiento campesino, aún existían noventa mil arrendatarios.
Esta inestabilidad culminó con el asesinato en la capital de la provincia, Sarajevo, del heredero al trono austrohúngaro, el archiduque Francisco Fernando de Austria, hecho que propició el inicio de la Primera Guerra Mundial, que trajo consigo también el fin de la administración de Austria-Hungría sobre Bosnia y Herzegovina.

## Demografía
| Año  | Musulmanes | %     | Ortodoxos | %     | Católicos | %     | Judíos | %    | Total     |
| ---- | ---------- | ----- | --------- | ----- | --------- | ----- | ------ | ---- | --------- |
| 1879 | 448,613    | 38.7% | 496,485   | 42.9% | 209,391   | 18.1% | 3,675  | 0.3% | 1,584,164 |
| 1885 | 492,710    | 36.9% | 571,250   | 42.8% | 265,788   | 19.9% | 5,805  | 0.4% | 1,336,091 |
| 1895 | 548,632    | 35%   | 673,246   | 42.9% | 334,142   | 21.3% | 8,213  | 0.5% | 1,568,092 |
| 1910 | 612,137    | 32.2% | 825,418   | 43.5% | 434,061   | 22.9% | 11,868 | 0.6% | 1,898,044 |

## Gobernadores
| # | Imagen | Nombre (nacimiento-muerte)              | Mandato                 | Mandato                 | Nacionalidad |
| - | ------ | --------------------------------------- | ----------------------- | ----------------------- | ------------ |
| 1 |        | Josip Filipović (1818-1889)             | 13 de julio de 1878     | 18 de noviembre de 1878 | Croata       |
| 2 |        | Guillermo de Wurtemberg (1828-1896)     | 18 de noviembre de 1878 | 6 de abril de 1881      | Alemán       |
| 3 |        | Hermann Dahlen von Orlaburg (1828-1887) | 6 de abril de 1881      | 9 de agosto de 1882     | Alemán       |
| 4 |        | Johann von Appel (1826-1906)            | 9 de agosto de 1882     | 8 de diciembre de 1903  | Alemán       |
| 5 |        | Eugen von Albori (1838-1915)            | 8 de diciembre de 1903  | 25 de junio de 1907     | Alemán       |
| 6 |        | Anton von Winzor (1844-1910)            | 30 de junio de 1907     | 7 de marzo de 1909      | Alemán       |
| 7 |        | Marijan Varešanin (1847-1917)           | 7 de marzo de 1909      | 10 de mayo de 1911      | Croata       |
| 8 |        | Oskar Potiorek (1853-1933)              | 10 de mayo de 1911      | 22 de diciembre de 1914 | Esloveno     |
| 9 |        | Stjepan Sarkotić (1858-1939)            | 22 de diciembre de 1914 | 3 de noviembre de 1918  | Croata       |